# Bistum Evansville
Das Bistum Evansville (lateinisch Dioecesis Evansvicensis) ist eine in den Vereinigten Staaten gelegene römisch-katholische Diözese mit Sitz in Evansville, Indiana.

## Geschichte
Das Bistum Evansville wurde am 21. Oktober 1944 durch Papst Pius XII. mit der Apostolischen Konstitution Ecclesiae universalis aus Gebietsabtretungen des Erzbistums Indianapolis errichtet und diesem als Suffraganbistum unterstellt.

## Territorium
Das Bistum Evansville umfasst die im Bundesstaat Indiana gelegenen Gebiete Vanderburgh County, Posey County, Warrick County, Gibson County, Knox County, Daviess County, Pike County, Sullivan County, Greene County, Martin County, Dubois County und Spencer County.

## Bischöfe von Evansville
- Henry Joseph Grimmelsman, 1944–1965
- Paul Francis Leibold, 1966–1969, dann Erzbischof von Cincinnati
- Francis Raymond Shea, 1969–1989
- Gerald Andrew Gettelfinger, 1989–2011
- Charles Coleman Thompson, 2011–2017, dann Erzbischof von Indianapolis
- Joseph Siegel, seit 2017